# Oriksa japońska
Oriksa japońska (Orixa japonica) – gatunek roślin z rodziny rutowatych, reprezentujący monotypowy rodzaj oriksa Orixa. Występuje we wschodniej Azji – w Chinach (z wyjątkiem zachodniej i północnej części kraju), w południowej części Półwyspu Koreańskiego oraz w południowej i środkowej części Wysp Japońskich. W naturze rośnie w lasach górskich, zwykle na południowych stokach od rzędnej 500 m n.p.m. do 1300 m n.p.m. Roślina zawiera alkaloidy – furoquinoliny i furokumaryny. 
Gatunek jest popularnie uprawiany w Japonii w nieformowanych żywopłotach. Jego walorem są aromatyczne liście, efektownie przebarwiające się jesienią. Gatunek często uprawiany jest także w Europie, zwłaszcza w odmianie 'Variegata' o brzegach liści w kolorze kremowym.

## Morfologia
PokrójKrzewy, czasem wyrastające w formie niskich drzew do 3 m wysokości, zwykle niższe, rozłożyste, z korą na starszych pędach łuszczącą się. Pędy bez kolców.
LiścieSezonowe, skrętoległe, pojedyncze, całobrzegie, ciemnozielone. Ogonek liściowy długości 3–8 mm, blaszka liściowa jajowata do eliptycznej, o wymiarach 4–15 × 2–6 cm.
KwiatyJednopłciowe, rośliny dwupienne. Kwiaty męskie wyrastają w kwiatostanach groniastych, podczas gdy kwiaty żeńskie pojedynczo. Rozwijają się one w kątach liści, ale też na pędach między węzłami. Kwiaty są czterokrotne. Kielich z działkami zrośniętymi u dołu o długości 1–1,5 mm. Płatki korony szeroko rozpostarte, u nasady zwężone w krótki paznokieć, osiągają 3–4 mm długości i są zielonkawe. Pręciki są cztery, ich nitki są wolne, pylniki jajowate. W kwiatach żeńskich są zredukowane. U nasady pręcików znajduje się czterołatkowy dysk miodnikowy, silniej spłaszczony w kwiatach męskich. Górna zalążnia jest owłosiona, czterokomorowa, przy czym komory zrośnięte są tylko nasadami, poza tym przylegają do siebie. W każdej komorze rozwija się pojedynczy zalążek, a ze szczytu każdej komory wyrasta szyjka słupka. Wszystkie cztery szyjki są stulone i zwieńczone główkowatym, czterołatkowym znamieniem.
OwoceMieszki zrośnięte nasadami, rozchylające się, zwieńczone dzióbkiem powstającym z trwałej szyjki słupka. Każdy zawiera pojedyncze nasiono, kulistawo-jajowate, czarne. Owocnia o kształcie łezkowatym składa się z dwóch odmiennie zbudowanych warstw, naprężenia rosnące między nimi w trakcie ich wysychania powodują wystrzelenie nasiona.

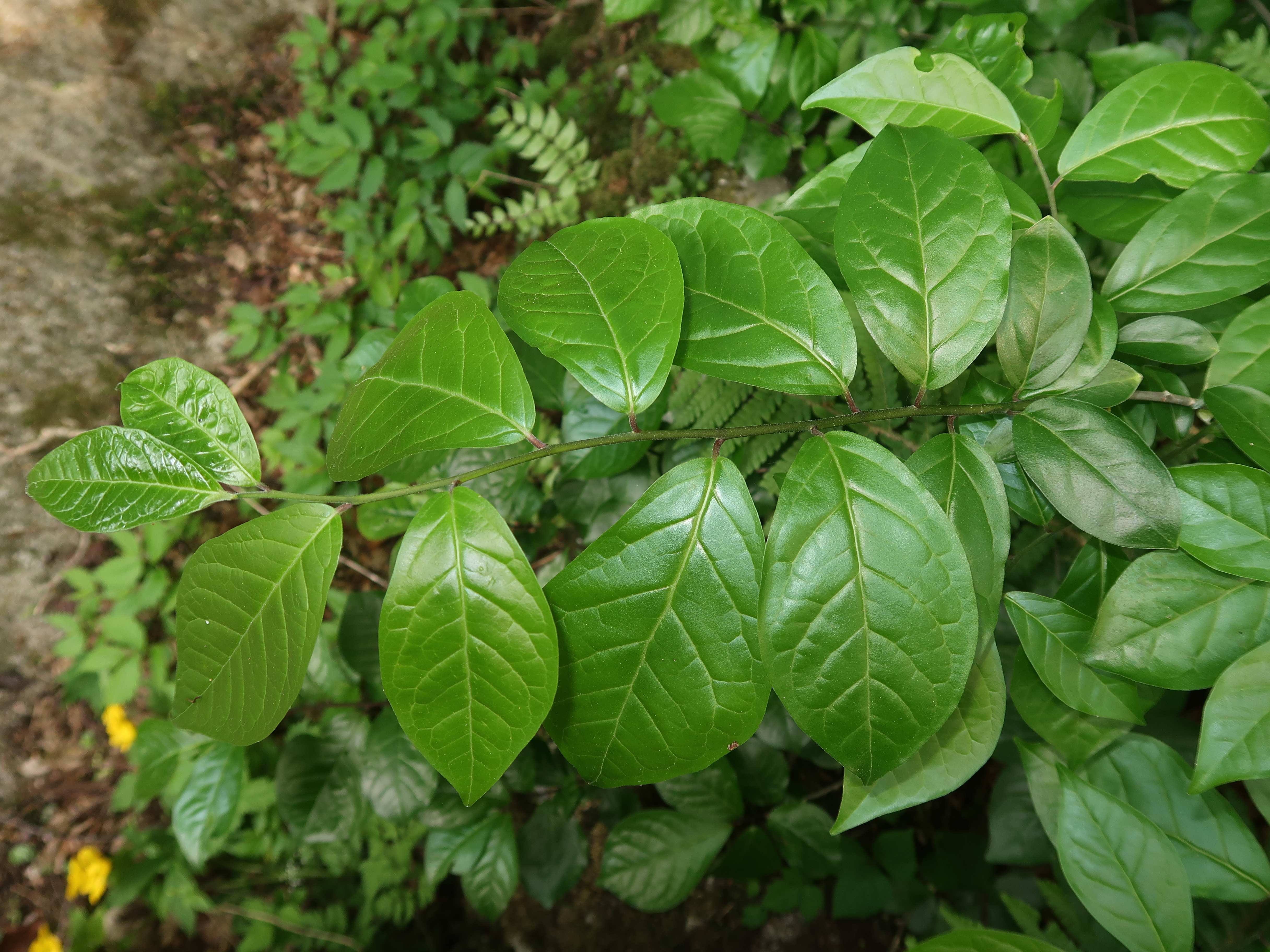
Liście
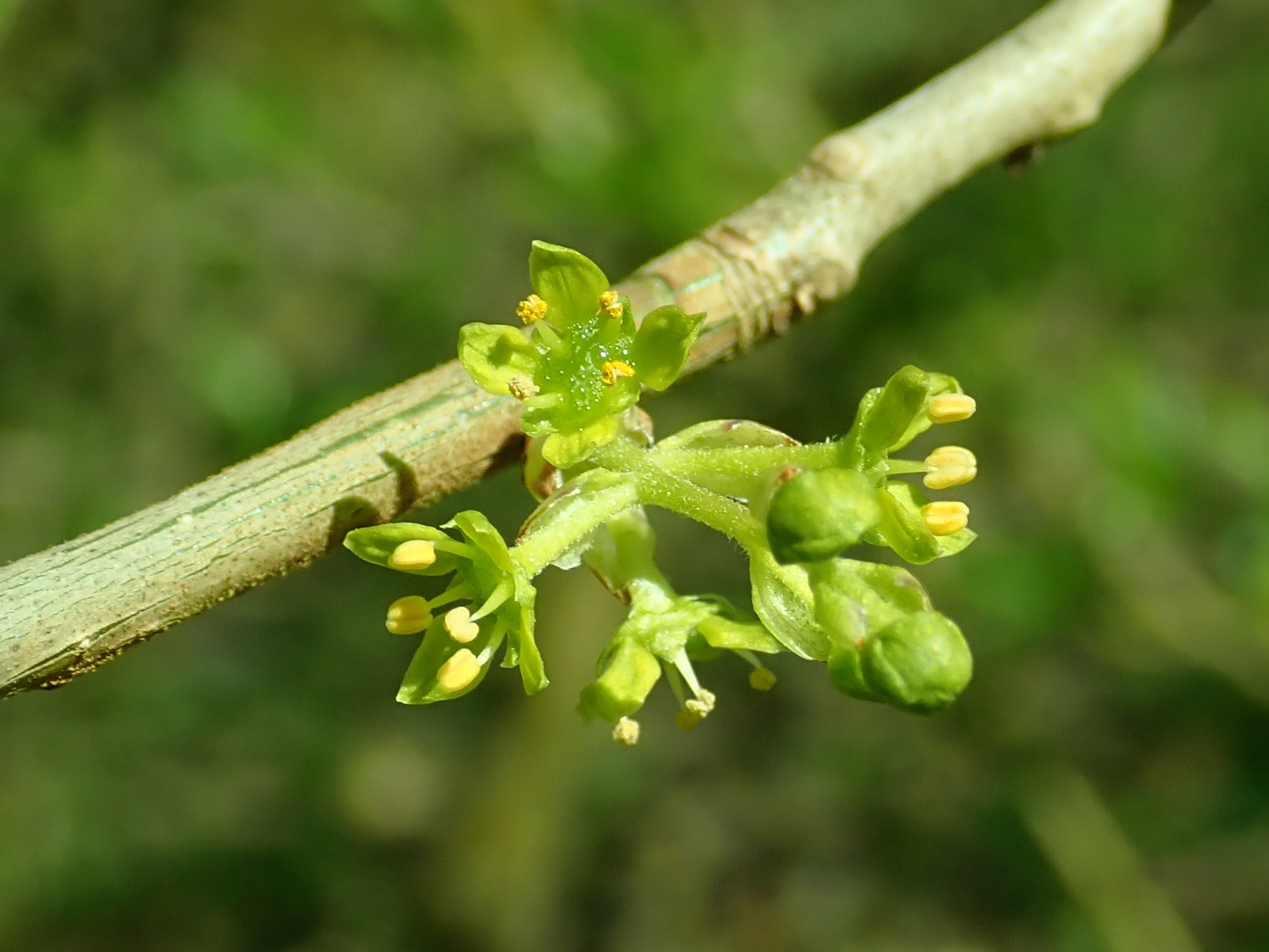
Kwiaty
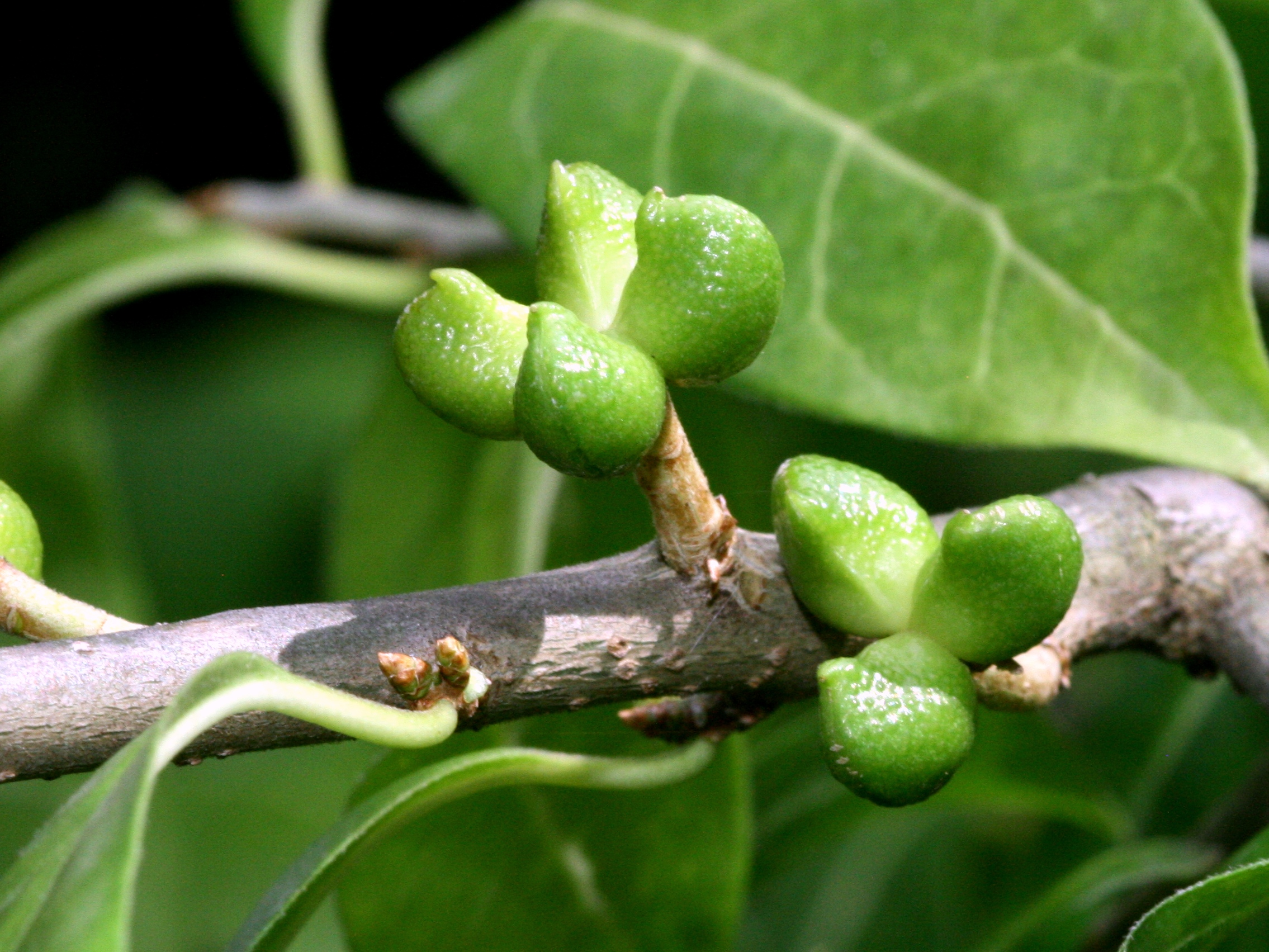
Owoce

## Systematyka

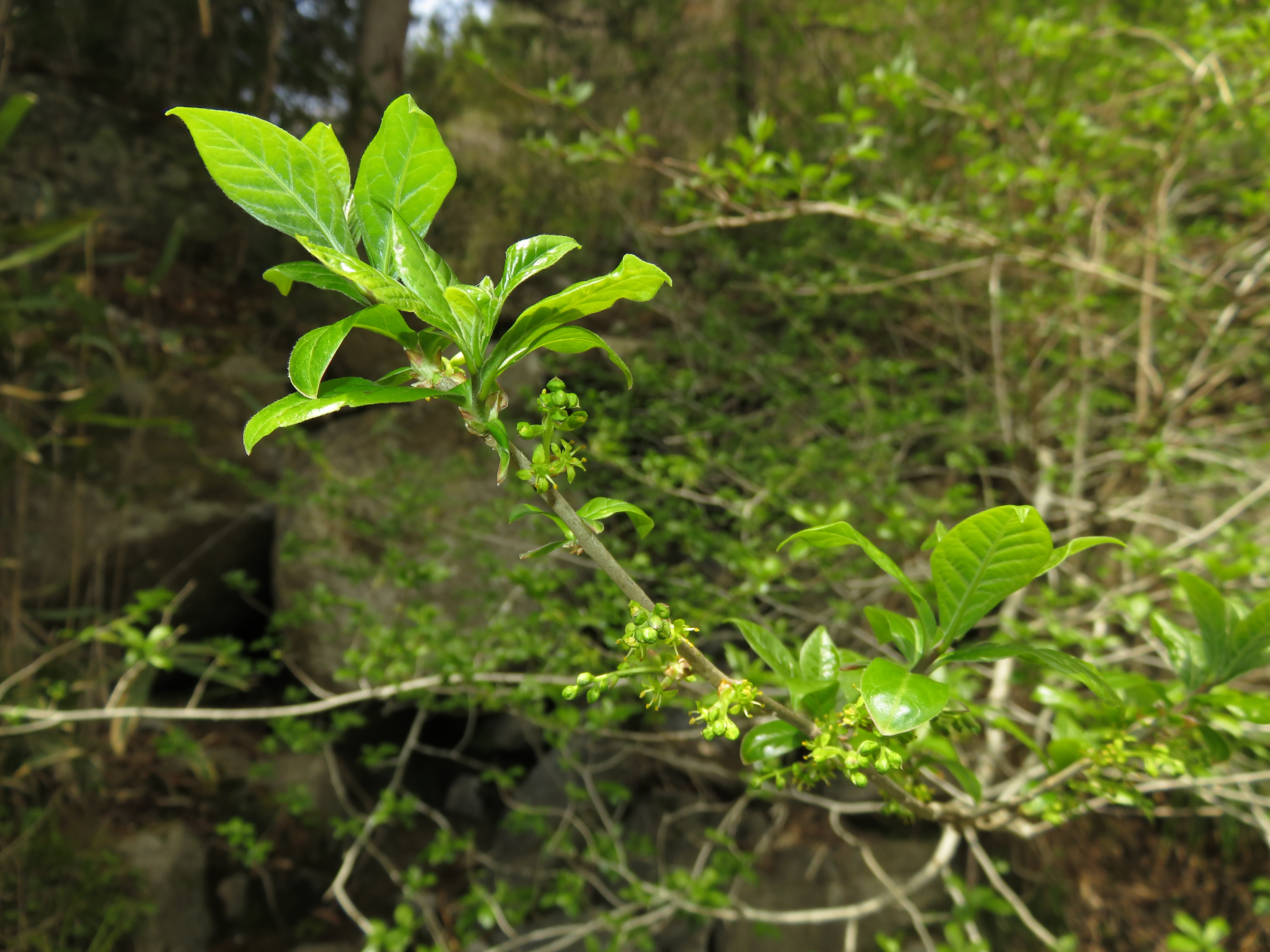
Kwitnący pęd

Gatunek należy do monotypowego rodzaju oriksa Orixa Thunberg, Nov. Gen. Pl. 3: 56. 1783. Rodzaj ten należy do podrodziny Toddalioideae z rodziny rutowatych Rutaceae.
Rodzaj zajmuje dość izolowaną pozycję systematyczną w obrębie rodziny, jako najbliżej spokrewnione wskazywane są rodzaje skimmia Skimmia i kazimira Casimiroa.

## Uprawa
Nasiona wymagają stratyfikacji w piasku i wysiania wczesną wiosną do pojemników w szklarni. W uprawie rzadko zawiązuje nasiona. Wegetatywnie rozmnażany z sadzonek zielnych w grudniu lub korzeniowych w okresie jesienno-zimowym (w obu wypadkach w warunkach szklarniowych). W warunkach Europy Środkowej gatunek rekomendowany był na przełomie XX i XXI wieku do uprawy szklarniowej.
Krzew najlepiej rośnie na stanowiskach półcienistych, w glebie świeżej, przepuszczalnej.